# Iceland International 1998
Die Iceland International 1998 im Badminton fanden vom 13. bis zum 15. November 1998 in Reykjavík statt.

## Sieger und Platzierte
| Disziplin    | Gold                                      | Silber                           | Bronze                                     |
| ------------ | ----------------------------------------- | -------------------------------- | ------------------------------------------ |
| Herreneinzel | Steffan Pandya                            | Tjitte Weistra                   | Tómas Viborg                               |
| Herreneinzel | Steffan Pandya                            | Tjitte Weistra                   | Broddi Kristjánsson                        |
| Dameneinzel  | Jill Pittard                              | Justine Willmott                 | Elsa Nielsen                               |
| Dameneinzel  | Jill Pittard                              | Justine Willmott                 | Tracy Dineen                               |
| Herrendoppel | Árni Þór Hallgrímsson Broddi Kristjánsson | Tryggvi Nielsen Sveinn Sölvason  | Morten Bundgaard Rémy Matthey de l’Etang   |
| Herrendoppel | Árni Þór Hallgrímsson Broddi Kristjánsson | Tryggvi Nielsen Sveinn Sölvason  | Paul Hinder Steffan Pandya                 |
| Damendoppel  | Lorraine Cole Tracy Dineen                | Elsa Nielsen Brynja Pétursdóttir | Judith Baumeyer Santi Wibowo               |
| Damendoppel  | Lorraine Cole Tracy Dineen                | Elsa Nielsen Brynja Pétursdóttir | Sabine Franz Simone Prutsch                |
| Mixed        | Tómas Viborg Emma Gustafsson              | Njörður Ludvigsson Elsa Nielsen  | Magnús Ingi Helgason Katrín Atladóttir     |
| Mixed        | Tómas Viborg Emma Gustafsson              | Njörður Ludvigsson Elsa Nielsen  | Árni Þór Hallgrímsson Vigdís Ásgeirsdóttir |

## Ergebnisse

### Herreneinzel
- Tjitte Weistra –  Ingolfur Ingolfsson: 15-3 / 15-1
- Guðmundur Adolfsson –  Olafur Ragnars: 15-3 / 15-3
- Paul Hinder –  Einar Bordarson: 15-1 / 15-1
- Árni Þór Hallgrímsson –  Skuli Sigurdsson: 15-2 / 15-1
- Sveinn Sölvason –  Haraldur Gudmundsson: 15-0 / 15-6
- Indridi Bjornsson –  Geir K Svanbjornsson: 15-8 / 15-14
- Rémy Matthey de l’Etang –  Kristjan Kristjansson: 15-0 / 15-0
- Tómas Viborg –  Olafsson Svavar: 15-3 / 15-1
- Egidijus Jankauskas –  Frimann Ari Ferdinandsson: 15-8 / 15-8
- Tryggvi Nielsen –  David Thor Gudmundsson: 15-3 / 15-13
- Reynir Gudmundsson –  Ástvaldur Heiðarsson: 15-8 / 15-7
- Steffan Pandya –  Helgi Jóhannesson: 15-3 / 15-5
- Orri Orn Arnason –  Helgi Jónsson: 15-3 / 15-7
- Broddi Kristjánsson –  Magnús Ingi Helgason: 15-9 / 15-9
- Njörður Ludvigsson –  Bjorn Jonsson: 15-5 / 15-5
- Morten Bundgaard –  Dan Ingolfur Porisson: 15-1 / 15-2
- Tjitte Weistra –  Guðmundur Adolfsson: 15-6 / 15-4
- Paul Hinder –  Árni Þór Hallgrímsson: 15-13 / 15-8
- Sveinn Sölvason –  Indridi Bjornsson: 15-6 / 15-3
- Tómas Viborg –  Rémy Matthey de l’Etang: 15-4 / 15-8
- Tryggvi Nielsen –  Egidijus Jankauskas: 15-8 / 15-3
- Steffan Pandya –  Reynir Gudmundsson: 15-5 / 15-3
- Broddi Kristjánsson –  Orri Orn Arnason: 15-6 / 15-11
- Morten Bundgaard –  Njörður Ludvigsson: 15-13 / 15-7
- Tjitte Weistra –  Paul Hinder: 15-6 / 10-15 / 15-7
- Tómas Viborg –  Sveinn Sölvason: 15-9 / 15-11
- Steffan Pandya –  Tryggvi Nielsen: 15-9 / 15-6
- Broddi Kristjánsson –  Morten Bundgaard: 16-17 / 15-3 / 15-13
- Tjitte Weistra –  Tómas Viborg: 15-7 / 15-9
- Steffan Pandya –  Broddi Kristjánsson: 15-8 / 15-11
- Steffan Pandya –  Tjitte Weistra: 15-17 / 15-6 / 15-9

### Dameneinzel
- Anna Lilja Sigurdardottir –  Katy Brydon: 11-0 / 11-0
- Sabine Franz –  Unnur Ylfa Magnusdottir: 11-1 / 11-5
- Elsa Nielsen –  Judith Baumeyer: 11-9 / 11-4
- Jill Pittard –  Ragna Ingólfsdóttir: 11-8 / 11-8
- Vigdís Ásgeirsdóttir –  Eva Petersen: 11-0 / 11-0
- Brynja Pétursdóttir –  Emma Gustavsson: 11-8 / 13-10
- Simone Prutsch –  Oddny Hrobjartsdottir: 11-5 / 13-10
- Justine Willmott –  Sara Jónsdóttir: 11-7 / 11-2
- Anna Lilja Sigurdardottir –  Sigridur Gudmundsdot: 11-2 / 11-1
- Emma Constable –  Sabine Franz: 11-0 / 11-7
- Elsa Nielsen –  Aslaug Hinriksdottir: 11-4 / 11-3
- Jill Pittard –  Olof Olafsdottir: 11-1 / 11-0
- Santi Wibowo –  Vigdís Ásgeirsdóttir: 11-1 / 11-0
- Katrín Atladóttir –  Brynja Pétursdóttir: 3-11 / 11-9 / 11-6
- Tracy Hutchinson –  Simone Prutsch: 11-3 / 8-11 / 11-0
- Justine Willmott –  Anna Lilja Sigurdardottir: 11-6 / 11-3
- Elsa Nielsen –  Emma Constable: 11-6 / 11-3
- Jill Pittard –  Santi Wibowo: 11-3 / 11-7
- Tracy Hutchinson –  Katrín Atladóttir: 11-8 / 11-0
- Justine Willmott –  Elsa Nielsen: 13-10 / 6-11 / 11-5
- Jill Pittard –  Tracy Hutchinson: 11-6 / 11-8
- Jill Pittard –  Justine Willmott: 11-6 / 13-11

### Herrendoppel
- Guðmundur Adolfsson /  Jonas Weicheng Huang –  Ástvaldur Heiðarsson /  Skuli Sigurdsson: 11-15 / 15-4 / 15-8
- Tryggvi Nielsen /  Sveinn Sölvason –  Eggert Porgrimsson /  Geir K Svanbjornsson: 15-2 / 15-13
- Magnús Ingi Helgason /  Ingolfur Ingolfsson –  Einar Bordarson /  Dan Ingolfur Porisson: 15-2 / 15-13
- Paul Hinder /  Steffan Pandya –  Haraldur Gudmundsson /  Bjorn Jonsson: 15-7 / 15-5
- Orri Orn Arnason /  Njörður Ludvigsson –  David Thor Gudmundsson /  Helgi Jóhannesson: 15-4 / 15-7
- Reynir Gudmundsson /  Egidijus Jankauskas –  Frimann Ari Ferdinandsson /  Kristjan Kristjansson: 15-2 / 15-11
- Morten Bundgaard /  Rémy Matthey de l’Etang –  Guðmundur Adolfsson /  Jonas Weicheng Huang: 15-4 / 13-15 / 15-6
- Tryggvi Nielsen /  Sveinn Sölvason –  Magnús Ingi Helgason /  Ingolfur Ingolfsson: 15-6 / 15-8
- Paul Hinder /  Steffan Pandya –  Orri Orn Arnason /  Njörður Ludvigsson: 15-10 / 15-4
- Árni Þór Hallgrímsson /  Broddi Kristjánsson –  Reynir Gudmundsson /  Egidijus Jankauskas: 15-2 / 15-2
- Tryggvi Nielsen /  Sveinn Sölvason –  Morten Bundgaard /  Rémy Matthey de l’Etang: 14-17 / 15-11 / 15-11
- Árni Þór Hallgrímsson /  Broddi Kristjánsson –  Paul Hinder /  Steffan Pandya: 15-4 / 15-4
- Árni Þór Hallgrímsson /  Broddi Kristjánsson –  Tryggvi Nielsen /  Sveinn Sölvason: 15-9 / 15-10

### Damendoppel
- Sabine Franz /  Simone Prutsch –  Ragna Ingólfsdóttir /  Áslaug Jónsdóttir: 15-10 / 15-11
- Judith Baumeyer /  Santi Wibowo –  Olof Olafsdottir /  Anna Lilja Sigurdardottir: 15-7 / 15-5
- Elsa Nielsen /  Brynja Pétursdóttir –  Unnur Ylfa Magnusdottir /  Eva Petersen: 15-4 / 15-2
- Sabine Franz /  Simone Prutsch –  Vigdís Ásgeirsdóttir /  Aslaug Hinriksdottir: 15-11 / 15-5
- Lorraine Cole /  Tracy Hutchinson –  Katrín Atladóttir /  Sara Jónsdóttir: 15-3 / 15-11
- Elsa Nielsen /  Brynja Pétursdóttir –  Judith Baumeyer /  Santi Wibowo: 15-11 / 15-13
- Lorraine Cole /  Tracy Hutchinson –  Sabine Franz /  Simone Prutsch: 15-5 / 15-6
- Lorraine Cole /  Tracy Hutchinson –  Elsa Nielsen /  Brynja Pétursdóttir: 15-10 / 15-10

### Mixed
- Magnús Ingi Helgason /  Katrín Atladóttir –  Olafsson Svavar /  Sigridur Gudmundsdot: 15-5 / 15-4
- Tómas Viborg /  Emma Gustavsson –  Egidijus Jankauskas /  Olof Olafsdottir: 15-1 / 15-1
- Orri Orn Arnason /  Brynja Pétursdóttir –  Ingolfur Ingolfsson /  Ragna Ingólfsdóttir: 15-2 / 14-17 / 17-14
- Njörður Ludvigsson /  Elsa Nielsen –  David Thor Gudmundsson /  Oddny Hrobjartsdottir: 15-0 / 15-4
- Magnús Ingi Helgason /  Katrín Atladóttir –  Skuli Sigurdsson /  Aslaug Hinriksdottir: 15-9 / 15-9
- Tómas Viborg /  Emma Gustavsson –  Ástvaldur Heiðarsson /  Sara Jónsdóttir: 15-8 / 15-6
- Árni Þór Hallgrímsson /  Vigdís Ásgeirsdóttir –  Orri Orn Arnason /  Brynja Pétursdóttir: 15-6 / 15-8
- Njörður Ludvigsson /  Elsa Nielsen –  Magnús Ingi Helgason /  Katrín Atladóttir: 15-11 / 15-3
- Tómas Viborg /  Emma Gustavsson –  Árni Þór Hallgrímsson /  Vigdís Ásgeirsdóttir: 15-5 / 9-15 / 15-5
- Tómas Viborg /  Emma Gustavsson –  Njörður Ludvigsson /  Elsa Nielsen: 15-8 / 9-15 / 15-4